# Amelia Jones
Amelia Jones (14 de juliol de 1961) és una historiadora de l'art teòrica nord-americana. És també crítica d'art, autora, professora i conservadora d'art. El seu treball està especialitzat en l'art feminista, art corporal, arts escèniques, videoart, polítiques d'identitat i dadaisme. A principis de la seva carrera va ser ràpidament associada al feminisme universitari, més tard es va obrir a altres temes d'activisme social com la raça, classe i polítiques identitàries

## Joventut i estudis
Jones és la filla de Virgínia Sweetnam Jones i Edward I. Jones, professor de Psicologia en Princeton Va estudiar Història de l'art a la Universitat Harvard i va completar el seu màster d'arts a la Universitat de Pennsylvannia. Va rebre el seu doctorat per UCLA en 1991. La seva dissertació va ser publicada com un llibre posteriorment, Postmodernism and the Engendering of Marcel Duchamp (1994).

## Trajectòria professional
És autora i editora de nombrosos llibres i antologies sobre història de l'art, estudis de performance, estudis queer i cultura visual, i actualment s'exerceix com coeditora de la sèrie Rethinking Art's Stories amb Martha Meskimmon editada per la premsa de la Universitat de Manchester. A més del seu treball com a acadèmica, Jones també ha organitzat una sèrie d'exposicions, entre elles Polítiques sexuals: Sexual Politics: Judy Chicago's Dinner Party in Feminist Art History (1996) al Museu Hammer, The Politics of Difference: Artists Explori Issues of Identity (1991) en el Museu Chandler d'Art a la Universitat de Califòrnia i Material Tracis: Time and the Gesture in Contemporary Art (2013) en la galeria Leonard and Bina Ellen de la Universitat de Concordia a Mont-real. Actualment està organitzant de forma independent una exposició retrospectiva sobre el treball de l'artista de performance nord-americà Ron Athey.

## Obra
Recull de manuscrits i/o obres:
- Postmodernism and the En-Gendering de Marcel Duchamp. Nova York: Premsa de la Universitat de Cambridge, 1994.
- Sexual Politics: Judy Chicago's 'Dinner Party' in Feminist Art History. Berkeley: Premsa de la Universitat de Califòrnia, 1996.
- Bodi Art/Performing the Subject. Minneapolis: Premsa de la Universitat de Minnesota, 1998.
- The Artist's Bodi. Londres: Phaidon, 2000.
- The Feminism and Visual Culture Reader. Nova York: Routledge, 2003.
- Irrational Modernism: A Neurasthenic History of New York Donada. Cambridge, Massachusetts: Premsa MIT, 2004.
- Self/Image: Technology, Representation, and the Contemporary Subject. Nova York: Routledge, 2006.
- “The Artist is Present”: Artistic Re-enactments and the Impossibility of Presence. TDR, Vol. 55, No. 1 (Spring 2011), p. 16-45. Penjat en-línia en el 16 de febrer de 2011.
- Heathfield, Perform, Repeat, Record: Live Art in History. Premsa de la Universitat de Chicago, 2012.
- Seeing Differently: A History and Theory of Identification and the Visual Arts. Nova York: Routledge, 2012.
- "Sexuality" London: Whitechapel Gallery, 2014.
- Otherwise: Imagining queer feminist art histories. Manchester: Premsa de la Universitat de Manchester, 2015.